# Анасашвили, Манана Николаевна
Манана Николаевна Анасашвили (груз. მანანა ნიკოლოზის ასული ანასაშვილი) (род. 16 июня 1952, Тбилиси) ― советский и грузинский кинорежиссёр, театральный режиссёр, профессор, эксперт Национального фонда за демократию и руководитель отдела международных отношений Грузинской киноакадемии.

## Биография
Манана Анасашвили родилась 16 июня 1952 года в Тбилиси, Грузинская ССР. Мать―Тина Бахия, врач-терапевт (1921—1961); Отец―Николоз Анасашвили, педагог (1920—1979).
В 1969 году с отличием окончила с золотой медалью Тбилисскую 42-ю математическую школу имени Ильи Векуа. В старшей школе она стала автором и доказала математическую теорему «Определение последней цифры нового числа, полученного путем взятия любого числа в любой показатель степени».
В 1975 году окончила Тбилисский государственный медицинский университет по специальности врач-терапевт. Параллельно с медицинским факультетом изучала историю искусств на факультете искусств Тбилисского государственного университета (окончила с отличием в 1976 году). После окончания медицинского факультете несколько лет работала врачом.
В 1981 году Манана Анасашвили с отличием окончила факультет театральной режиссуры Университета театра и кино имени Шота Руставели (студия Лили Иоселиани). Дипломная постановка Театра киноактеров имени Туманишвили «В темной комнате» (1982) имела большой успех и в течение 23 лет периодически ставилась в театре Туманишвили (одна из самых продолжительных постановок в истории грузинского театра).
В 1981—2001 и 2003—2005 годы преподавала доцентом, а затем профессором в Университете театра и кино имени Шота Руставели, ведя курсы режиссуры кино и телевидения и актёрского мастерства. C 1983 по 1985 и с 1988 по 2001 годы работала телеведущим и режиссёром и ведущей телешоу «Киноностальгия» в Общественной телерадиокомпании Грузии.
В 1985—2001 год работала на киностудии «Картули Пильми» в роли главного режиссёра, а затем в качестве кинорежиссёра. В 2003 году окончила Университет Висконсин-Мэдисон (США), со степенью магистра в области управления искусством. В то же время она вела бакалавриат по актёрскому мастерству Станиславского в том же университете.
В 2005 году выиграла стипендию Бюро по вопросам образования и культуры Государственного департамента США и стипендию Фонда Брэдли для программы повышения квалификации преподавателей по методике преподавания гуманитарных наук и провела один семестр в качестве приглашенного ученого в Университете Джонса Хопкинса, США.
Преподавала актёрское мастерство Станиславского в Университете Джорджа Вашингтона (США).
С 2005 года ― была профессором Мичиганского государственного университета, Государственного университета Ильи.
В 2013—2015 годах была заместителем главы Союза кинематографистов Грузии. С 2019 года Манана Анасасджвили возглавляет отдел международных отношений Грузинской киноакадемии.
С июня 2020 года работает преподавателем по публичным выступлениям и голосу в «Euronews Georgia».

## Публикации
- «Особенности творческого мышления в телевизионных новостях», «Журнал исследований в области искусствознания»; Выпуск 2 (31), 2008
- Теленовости в мире постмодерна , Журнал «Театрально-киноискусство», N7 (26) Том 2-2007
- «Последняя пьеса» Артура Миллера и телешоу «Современная реальность», журнал «Театр и жизнь»; Том 5-6 / 2006
- Постмодернистская фрагментация на телевидении, журнал «Театр и жизнь»; Том 1/2007*
- Либеральное образование и первые шаги американо-грузинской инициативы либерального образования, журнал «Парадигма»; № 4, 2007 г.
- Телевидение в постмодернистском дискурсе, журнал «Театральные и кинематографические работы»; № 10 (29), 2006 г.
- Телерекламы в контексте постмодернистской культуры, журнал «Театр и жизнь»; Vol. 4/2006
- Режиссура видеоверсии спектакля журнала «Театр и жизнь»; Том 3.2 / 2006
- Постмодернизм и постмодерн, журнал «Театр и жизнь»; Том 2/2006
- Развитие телевизионных технологий — основа эволюции телевизионной режиссуры , Журнал «Театрально-киноведческие работы», № 7 (26) Том 7-2 / 2006
- Известные голоса из «Голоса Америки», газета «24 часа», том 4. №: 100, 2003 г.
- Хозяин и гость по Важа-Пшавела Поставил в Вашингтоне, округ Колумбия, газета «24 часа», Vol.5. N 163, 2002 г.
- Мировая премьера новой пьесы Артура Миллера , Газета «24 часа», Том 4. N 137, 2002 г.
- Крупные театральные и телепрограммы
- Весна за ставнями , Лаша Табукашвили , Сухумский Грузинский театр, 1980
- Темная комната , Театр киноактеров Михаила Туманишвили , 1982
- Cilindro на Эдуардо де Филиппо, театр театрального института, 1983
- Дракон по Евгению Шварцу , Туманишвили кино Актёров театр, 1984
- Темная комната , Горийский академический драматический театр, 1985
- Цветные шары на Паоло Иашвили , Общественный вещатель Грузии, 1989
- Поэзия Отара Челидзе, Общественное вещание Грузии, 1990 г.
- Ребёнок Марии от братьев Гримм , Общественного вещателя Грузии, 1999
- "Свинопас " Ганса Христиана Андерсена , Детский телевизионный театр «Чикора», 2000 г.

## Фильмография
- Фестиваль Дерева Мира (документальный), Компания Kartuli Telefilmi, 1990
- Мхолод ертхель (Только один раз) [2] (Художественный фильм), Грузинская киностудия «Картули Филми», 1994
- Я всегда буду говорить о Грузии (документальный фильм), Компания Картули Телефильми, 1996
- Пир Капунии (Музыкальный фильм), Компания Kartuli Telefilmi, 2000
- Робико Стуруа [3] (документальный фильм), Грузинский национальный киноцентр, [4] 2007 г.

## Награды и звания
- 2005 — Бюро по вопросам образования и культуры Государственного департамента США и стипендия Фонда Брэдли для программы повышения квалификации преподавателей по методике преподавания гуманитарных наук в Университете Джонса Хопкинса, США.
- 2002—2003 — Стипендия программы JFD, финансируемая Бюро по вопросам образования и культуры Государственного департамента США, для обучения в Университете Висконсин-Мэдисон.
- Золотой орел за лучший дебют (фильм «Только один раз») на Черноморском международном кинофестивале, 1993 г.
- Приз зрительских симпатий в Петербурге Международный фестиваль в Санкт — Фильм «Белые ночи Санкт — Петербурга», [5] [ циклическая ссылка ] для только один раз , 1994
- Специальный приз Минского международного кинофестиваля по кастингу, фильм Only Once , 1994.
- Специальный приз Международного кинофестиваля в Бабельсберге, 1994 г.
- Приз Киевского международного кинофестиваля